# M6 (tank)
M6 byl americký těžký tank z doby druhé světové války. Tank byl vyvíjen od roku 1940 do roku 1942. Mezi listopadem 1940 a únorem 1943 bylo vyrobeno celkem 40 vozidel ověřovací série, původně označených T1, ale vozidlo se nezúčastnilo žádné akce. Důvodem byla jak logistická náročnost na lodní prostor, který by si takový tank vyžádal při transportu na zámořská bojiště (dvojnásobný oproti tanku M4 Sherman) tak očekávané problémy které by dotyčné vozidlo muselo překonávat při útočných operacích, vzhledem ke své hmotnostní nekompatibilitě s existujícím ženijním vybavením US Army. Vozidlo přesto posloužilo při vývoji progresivních konstrukčních prvků později uplatněných na sériových středních tancích americké armády, jako například hydraulického pohonu otáčení věže, systému stabilizace výzbroje anebo technologie výroby odlévaného pancéřování.